# Hard (chanson)
Pour les articles homonymes, voir Hard.
Singles par Rihanna
Wait Your Turn Rude Boy
Singles par Young Jeezy
Fed Up
(2009) Put Your Hands Up
(2010)
Hard est le deuxième single aux États-Unis du quatrième album de la chanteuse Rihanna, Rated R. Le single a été diffusé sur Internet le 2 novembre 2009. Ce single est en collaboration avec le rappeur Young Jeezy.
La chanson a reçu des critiques positives, félicitant l'ambiance hip-hop et la voix de Rihanna. Le titre a atteint le top 10 au Canada et aux États-Unis, et bien qu'il ne soit envoyé que pour l'Amérique, il a notamment atteint le top 20 de plusieurs autres pays tels que le Royaume-Uni et l'Australie. Il a également été certifié disque de platine par la RIAA. Le clip vidéo a reçu des critiques négatives, notant la vulgarité et l'univers de la guerre. Mais il a tout de même été vu plus de 25 millions de fois sur YouTube. La chanson a été remixée de nombreuses fois, y compris par Lil Kim et Trey Songz. Enfin, la chanson a remporté le 27 juin 2010 le prix du Choix du Public lors des BET Awards 2010.
Enfin, le titre s'est vendu dans le monde à 1 500 000 d'exemplaires et a été téléchargé, aux États-Unis, 1 123 000 fois.

## Genèse
Dans une interview, le producteur Mikkel S. Eriksen a confirmé que Wait Your Turn serait le deuxième single de Rated R. Cependant, il a été annoncé plus tard que Hard a été choisi à la place. Dans une interview à MTV, Rihanna a déclaré :
"Quand j'ai entendu la chanson, j'étais à Paris. Dream et Tricky s'envolèrent pour la ville et m'ont joué le morceau. Ils ont joué quelques notes, mais celui-ci m'a de suite plu. Il avait une telle arrogance, ce qui est si loin de ce que je suis... C'est une des raisons pour lesquelles je voulais le faire. C'était amusant. Il se vantait.. Sur de nombreux points. Young Jeezy a été la personne idéale pour le sujet de la chanson. Il est tout l'esprit de la chanson. J'aime, j'aime, j'aime ses vers. Il a ajouté beaucoup à l'enregistrement".
Avant que le nom ou les détails sur la chanson sortent, Tricky Stewart a décrit la chanson comme "aigu" et "un pétard pour club". Une fois demandé si la chanson était plus grande que Umbrella, il a dit "Non, c'est différent. C'est une superstar faisant un pas vers une direction totalement différente." Cette chanson était le premier enregistrement de Jeezy dans lequel il a été crédité comme seulement "Jeezy", au lieu de son nom de scène de longue date Young Jeezy.

## Critiques
Monica Herrerra, critique du Billboard, a dit : "Rihanna assume efficacement sa position hip-hop et recrute même le rappeur des rues Young Jeezy, qui fournit la poussée dont a eu besoin la chanson avec un chœur d'accueil quelque peu inerte. Bien que Rihanna ne soit pas dans son élément, l'inhabituel est précisément ce qu'elle a visé avec son nouveau matériel." The Guardian a remarqué que "Hard exploite le style vocal le plus attirant de Rihanna, un boudeur glacial et monotone - unique parmi le panthéon des divas du R & B. Il coupe la banalité de Hard. "Plus de 27 millions de lettres de fans" offre-t-elle, dans un ton qui suggère sa déception du fait que la plupart d'entre eux ne se sont pas même donnés la peine d'inclure une enveloppe tamponnée." Greg Kot de Chicago Tribune a dit que Rihanna "envoie de violents coups de poing" sur sa chanson, avec "l'aide plus dure encore de Young Jeezy."
New Musical Express a dit "Bien que Jay-Z n'ait pas été impliqué dans la production du morceau, son influence est visible" et que "Rihanna répercute ses rimes internes dans son intonation : "Brillant, résistant, plus de 27 millions lettres de fans". Leah Greenblatt de Entertainment Weekly inclus Hard dans la série de pétards pour club de Rated R. Rap Reviews a dit que la chanson était "solide et entraînante " et "un hymne triomphant des Jackson Five". La revue a aussi dit que "le vers de Young Jeezy est caractéristiquement fort " mais que cependant la chanson avait "une portée limitée pour les dancefloor" et aurait eu besoin "d'être plus rapide". Pitchfork a dit que "l'aspect pare-balles est bon pour le récit de Hard, une déclaration à se pavaner de puissance soutenue par un courant remuant."

## Performances dans les Charts
Hard a débuté à la 80e place sur le Billboard Hot 100 le 27 novembre 2009. La semaine suivante, il a bondi de 61 places et se classe 19e. Quatre semaines plus tard, il monte 11e, puis tombe 18e. Mais il remonte et rentre finalement dans le Top 10, atteignant la 8e place, devant le 2e Top 10 consécutif de Rihanna sur son album Rated R. Il devient également son 13e Top 10 et son 16e Top 20 de cette décennie, re-devenant avec Beyoncé Knowles l'artiste féminisme ayant le plus de Top 100 sur le Billboard Hot 100 depuis 2000. La chanson a atteint la 14e place sur le Hot R&B/Hip-Hop Songs, la 9e place sur le Mainstream Top 40 et la 1re place sur le Hot Dance Club SongsHot. Il a ensuite été certifié disque de platine aux États-Unis (plus de 1 million d'exemplaires vendus).
Bien qu'il n'a été envoyée que pour la radio américaine, la chanson a fait un impact international. Il entra dans les charts australiens comme no 96 puis finit no 51. Il sortit par la suite en raison de la sortie de Rude Boy comme single quelques semaines seulement après que Hard soit envoyé en radio. Dans les charts de Nouvelle-Zélande, Hard a débuté à la 35e place. Hard est entré dans le Canadian Hot 100 comme no 15 et a fini no 9. Sur le Irish Singles Chart, le titre a débuté 44e le 15 janvier 2010 et a gravi 11 places pour finir 33e, ce qui fait de Hard le 14e Top 40 de Rihanna en Irlande. Hard a débuté 56e sur le UK Singles Chart et 17e sur le UK R&B le 17 janvier 2010. Il est passé à 42e sur le UK Singles Chart la semaine suivante et 14e sur le UK R&B.

## Clip Vidéo

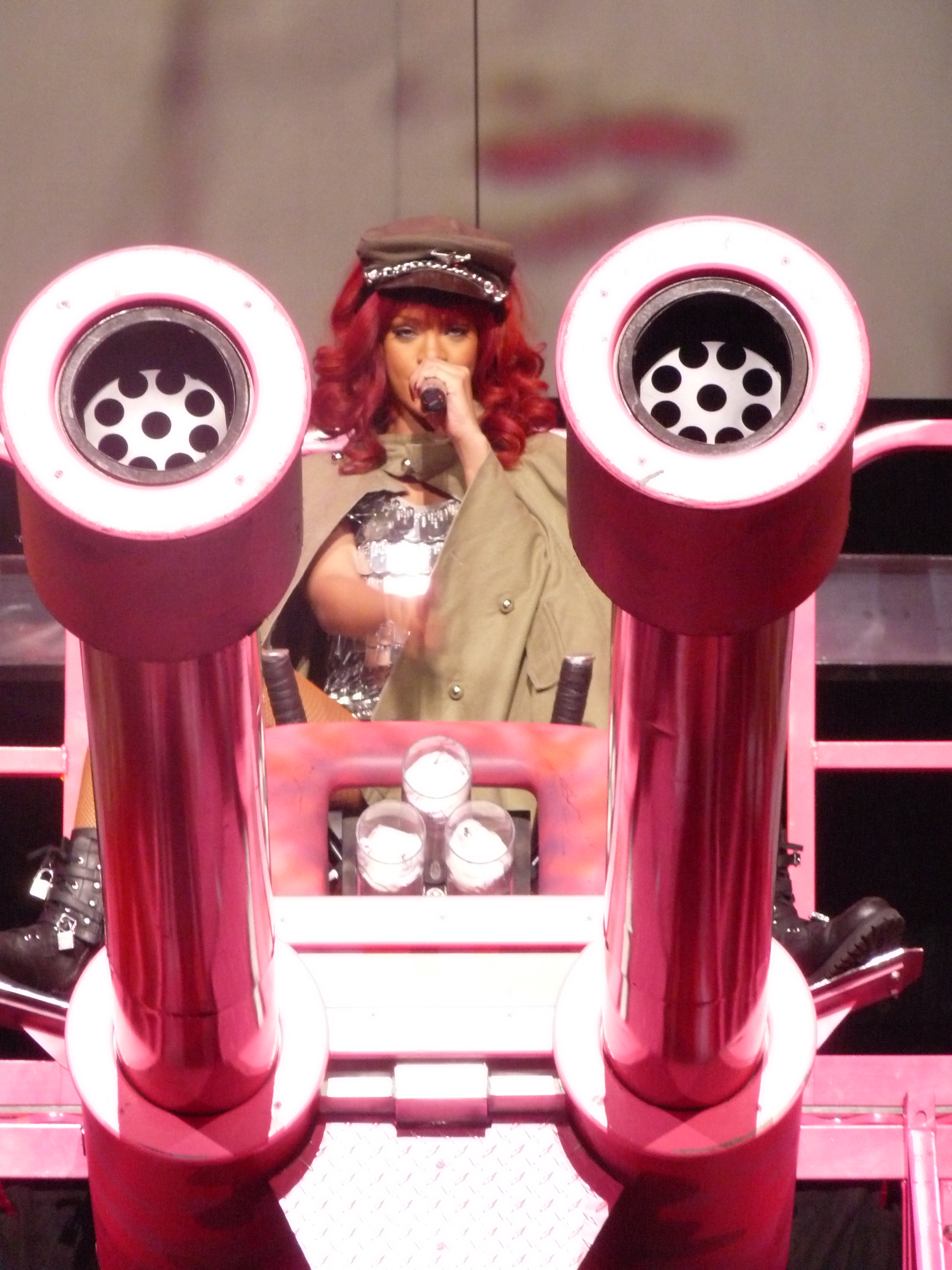
Rihanna au cours de The Loud Tour.

Le clip vidéo a été filmé  décembre 2009, dirigé par Melina Matsoukas et diffusé pour la première fois sur MTV le 17 décembre. Avant la sortie de la vidéo, Rihanna exposait dans une interview avec MTV News : "C'est militaire de couture. Tout est entouré par l'idée de quelque chose de militaire. Nous avons des chars, nous avons des troupes, nous avons des hélicoptères, nous avons des explosions.. Des engis, une panoplie de tenues mignonnes, des tas de balles. Fou.". La vidéo représente Rihanna, et brièvement Young Jeezy, dans une variété de déserts et des scènes militaires. Quelques images dans la vidéo montrent Rihanna debout dans le désert portant des peintures de guerre et endossant des protections avec des pointes, dont Kyle Anderson de MTV News a dit, "ça rappelle le clip classique pour Tupac Shakur, California Love.".
La vidéo commence par Rihanna s'adressant à ses troupes, portant un calot, des lunettes de soleil et un shaut blanc stylisé. Elle apparaît ensuite marchant dans le désert portant un équipement noir avec des épaules de protection pointues, tandis que les mines terrestres éclatent autour d'elle. On la montre évoluant dans la boue tout en s'en couvrant. Il y a aussi une scène où elle joue au poker avec des camarades et gagne. On la montre aussi brièvement sur un char rose avec un casque noir à oreilles de souris. Pendant le couplet de Young Jeezy, on le montre avec une arme à feu, qui s'alterne avec des plans avec des tirs sur les chars. À la fin de la vidéo, Rihanna brandit un grand drapeau avec son logo "R". Partout dans la vidéo, on peut voir la chanteuse en chemise ouverte, haut couleur chair et bout de scotch noir sur les seins, dans un intérieur.
Peter Gaston de Spin Magazine décrit le clip comme "Rhythm Nation de Janet Jackson rencontre Dirrty de Christina Aguilera.". Gaston a aussi dit que " La vamp Rihanna dans des avant-postes vaguement éclairés, évitant des explosions dans le désert, tout à fait séduisamment, fait une pause de Boot Camp pour s'étouffer dans la boue. Ça remonte le moral !" Bill Lamb d'About.com a examiné la vidéo de façon négative, disant qu'elle a banalisé et présenté sous des couleurs séduisantes la guerre, l'appelant : "un des mouvements les plus insipides et offensants par un artiste pop majeur dans la mémoire récente", en indiquant qu'il "laisse tomber pour comprendre l'esprit de  Rihanna, pour monter sur la tourelle d'un char rose paré dans des oreilles de Mickey Mouse". Il dit aussi que "la star du spectacle se pavane en culotte et seins nus avec des bandes électriques noires sur des mamelons, traitant un char comme un jouet sexuel.".

## Lives
Hard a été chanté en live pour la première fois le 8 novembre 2009 au concert de Jay-Z à UCLA Pauley Pavilion. La chanson a également été interprétée au concert Nokia pour la promotion de Rated R le 16 novembre 2009, aux American Music Awards avec Wait Your Turn le 22 novembre 2009. Rihanna et Young Jeezy ont interprété la chanson à Saturday Night Live le 5 décembre 2009 et à 106 & Park aux BET le 10 décembre 2009. Elle a également interprété la chanson à The Ellen DeGeneres Show le 1er février 2009. Elle a chanté cette chanson le 4 février 2010 au Super Bowl Jam Fan. Le 27 mars 2010, Rihanna a interprété la chanson dans un medley avec Rude Boy et Don't Stop The Music aux Kid's Choice Awards 2010. Le 23 mai, elle l'a chanté au Grand Weekend du Festival de la Musique de la BBC Radio 1. Enfin, Hard est la deuxième chanson interprétée par Rihanna dans le cadre de sa tournée mondiale, The Last Girl On Earth Tour 2010.

## Classements et Sorties
| Pays                                       | Meilleure Position |
| ------------------------------------------ | ------------------ |
| US Billboard Hot Dance Club Songs          | 1                  |
| US Billboard Mainstream Top 40 (Pop Songs) | 9                  |
| US Billboard Hot R&B/Hip-Hop Songs         | 14                 |
| US Billboard Hot 100                       | 8                  |
| UK Singles Chart                           | 42                 |
| UK R&B Chart                               | 14                 |
| Suède Singles Chart                        | 26                 |
| Nouvelle Zélande Singles Chart             | 15                 |
| Japon Hot 100                              | 82                 |
| Irlande Singles Chart                      | 33                 |
| Canadian Hot 100                           | 9                  |
| Belgique Singles Chart                     | 12                 |
| Australie Urban Chart                      | 16                 |
| Australie Singles Chart                    | 51                 |